# 1874 Кацівелія
1874 Кацівелія (1874 Kacivelia) — астероїд головного поясу, відкритий 5 вересня 1924 року.
Тіссеранів параметр щодо Юпітера — 3,135.